# Brian Ford (hockey sur glace)
Pour les articles homonymes, voir Brian Ford et Ford.
Brian Ford (né le 22 septembre 1961 à Edmonton ville de la province de l'Alberta au Canada) est un ancien gardien de but professionnel de hockey sur glace. 

## Carrière
Il commence sa carrière junior dans la  Ligue de hockey junior de l'Alberta (LHJA), avec les Saints de Saint Albert en 1977-1978 ; la même saison il joue également pour les Little Brickmen d'Edmonton dans l' Alberta Amateur Hockey Association ,. 
La saison suivante, en plus de partager son temps avec ces différentes équipes, il joue dans la Ligue de hockey de l'Ouest avec les Tigers de Medicine Hat mais seulement pour un match. En 1980-1981, à l'âge de 19 ans, il rejoint les Bighorns de Billings de la même ligue avec qui il a un peu plus de temps de jeu. En 1982, les Nordiques de Québec le font signer son premier contrat en Ligue nationale de hockey en tant qu'agent libre mais il ne joue que trois matchs de la saison avec les Nordiques. À la place, il joue dans la Ligue américaine de hockey pour l'Express de Fredericton et remporte dès sa première saison dans la LAH, avec son coéquipier Clint Malarchuk, le trophée Harry-« Hap »-Holmes du gardien ayant encaissé le moins grand nombre de buts.
Lors de la saison suivante, il remporte une nouvelle fois le trophée mais cette fois-ci tout seul. Il gagne également le trophée Aldege-« Baz »-Bastien, nouveau trophée mis en place pour récompenser le meilleur gardien de la saison. Il est également désigné pour faire partie de l'équipe type de la LAH.
En décembre 1984, il rejoint la franchise des Penguins de Pittsburgh en retour du défenseur Tom Thornbury. Il joue alors huit matchs avec les Penguins mais est rétrogradé dans les équipes-écoles des Penguins : les Lumberjacks de Muskegon de la Ligue internationale de hockey et les Skipjacks de Baltimore de la LAH.
Il passe sa fin de carrière dans des équipes de LAH et de LIH, ne renouant jamais avec le succès de ces deux premières saisons dans la LAH. Il prend sa retraite en 1991 après un dernier match avec les Hawks de Moncton de la LAH.

## Statistiques
| Saison     | Équipe                      | Ligue      |                            | Saison régulière           | Saison régulière           | Saison régulière           | Saison régulière           | Saison régulière           | Saison régulière           | Saison régulière           | Saison régulière           | Saison régulière           | Saison régulière           |                            | Séries éliminatoires       | Séries éliminatoires       | Séries éliminatoires       | Séries éliminatoires       | Séries éliminatoires       | Séries éliminatoires       | Séries éliminatoires       | Séries éliminatoires       | Séries éliminatoires |
| Saison     | Équipe                      | Ligue      | PJ                         | V                          | D                          | Pr/N                       | Min                        | BC                         | Moy                        | % Arr                      | Bl                         | Pun                        | PJ                         | V                          | D                          | Min                        | BC                         | Moy                        | % Arr                      | Bl                         | Pun                        |                            |                      |
| 1977-1978  | Little Brickmen d'Edmonton  | AAHA       | Statistiques indisponibles | Statistiques indisponibles | Statistiques indisponibles | Statistiques indisponibles | Statistiques indisponibles | Statistiques indisponibles | Statistiques indisponibles | Statistiques indisponibles | Statistiques indisponibles | Statistiques indisponibles | Statistiques indisponibles | Statistiques indisponibles | Statistiques indisponibles | Statistiques indisponibles | Statistiques indisponibles | Statistiques indisponibles | Statistiques indisponibles | Statistiques indisponibles | Statistiques indisponibles | Statistiques indisponibles |                      |
| 1977-1978  | Saints de Saint Albert      | LHJA       | 1                          | 1                          | 0                          | 0                          | 60                         | 3                          | 3                          |                            | 0                          |                            | -                          | -                          | -                          | -                          | -                          | -                          | -                          | -                          | -                          |                            |                      |
| 1978-1979  | Tigers de Medicine Hat      | LHOu       | 1                          | 0                          | 0                          | 0                          | 49                         | 3                          | 3,69                       |                            | 0                          |                            | -                          | -                          | -                          | -                          | -                          | -                          | -                          | -                          | -                          |                            |                      |
| 1978-1979  | Saints de Saint Albert      | LHJA       | 30                         | 19                         | 8                          | 1                          |                            |                            | 3,80                       |                            | 0                          |                            | 9                          |                            |                            |                            |                            | 3,59                       |                            | 0                          |                            |                            |                      |
| 1979-1980  | Saints de Saint Albert      | LHJA       | 39                         | 22                         | 15                         | 2                          |                            |                            | 3,88                       |                            | 0                          |                            | 6                          | 4                          | 1                          | 360                        | 14                         | 2,33                       |                            | 0                          |                            |                            |                      |
| 1980-1981  | Bighorns de Billings        | LHOu       | 44                         | 14                         | 26                         | 0                          | 2 435                      | 204                        | 5,03                       | 85,8                       | 0                          | 52                         | 3                          |                            |                            | 193                        | 15                         | 4,66                       |                            | 0                          | 0                          |                            |                      |
| 1981-1982  | Bighorns de Billings        | LHOu       | 53                         | 19                         | 26                         | 1                          | 2 791                      | 256                        | 5,5                        | 86,6                       | 0                          | 0                          | -                          | -                          | -                          | -                          | -                          | -                          | -                          | -                          | -                          |                            |                      |
| 1982-1983  | Thunderbirds de la Caroline | ACHL       | 4                          | 3                          | 0                          | 0                          | 204                        | 7                          | 2,07                       | 90,9                       | 0                          | 0                          | -                          | -                          | -                          | -                          | -                          | -                          | -                          | -                          | -                          |                            |                      |
| 1982-1983  | Express de Fredericton      | LAH        | 27                         | 14                         | 7                          | 2                          | 1 444                      | 84                         | 3,49                       | 89,5                       | 0                          | 0                          | 1                          | 0                          | 0                          | 11                         | 1                          | 5,56                       |                            | 0                          | 0                          |                            |                      |
| 1983-1984  | Nordiques de Québec         | LNH        | 3                          | 1                          | 1                          | 0                          | 123                        | 13                         | 6,34                       | 81,4                       | 0                          | 0                          | -                          | -                          | -                          | -                          | -                          | -                          | -                          | -                          | -                          |                            |                      |
| 1983-1984  | Express de Fredericton      | LAH        | 36                         | 17                         | 17                         | 1                          | 2 142                      | 105                        | 2,94                       | 90,2                       | 6                          | 8                          | 4                          | 1                          | 3                          | 223                        | 18                         | 4,84                       |                            | 0                          | 0                          |                            |                      |
| 1984-1985  | Skipjacks de Baltimore      | LAH        | 6                          | 3                          | 3                          | 0                          | 363                        | 21                         | 3,47                       | 87                         | 0                          | 0                          | -                          | -                          | -                          | -                          | -                          | -                          | -                          | -                          | -                          |                            |                      |
| 1984-1985  | Penguins de Pittsburgh      | LNH        | 8                          | 2                          | 6                          | 0                          | 457                        | 48                         | 6,3                        | 83,6                       | 0                          | 0                          | -                          | -                          | -                          | -                          | -                          | -                          | -                          | -                          | -                          |                            |                      |
| 1984-1985  | Lumberjacks de Muskegon     | LIH        | 22                         | 17                         | 5                          | 0                          | 1321                       | 59                         | 2,68                       |                            | 1                          | 4                          | -                          | -                          | -                          | -                          | -                          | -                          | -                          | -                          | -                          |                            |                      |
| 1985-1986  | Skipjacks de Baltimore      | LAH        | 39                         | 12                         | 20                         | 4                          | 2 230                      | 136                        | 3,66                       | 88,2                       | 1                          | 8                          | -                          | -                          | -                          | -                          | -                          | -                          | -                          | -                          | -                          |                            |                      |
| 1985-1986  | Lumberjacks de Muskegon     | LIH        | 9                          | 4                          | 4                          | 0                          | 513                        | 33                         | 3,86                       | 0                          | 0                          | 2                          | 13                         | 12                         | 1                          | 793                        | 41                         | 3,1                        |                            | 0                          | 4                          |                            |                      |
| 1986-1987  | Skipjacks de Baltimore      | LAH        | 32                         | 11                         | 11                         | 2                          | 1 541                      | 99                         | 3,85                       | 87,4                       | 0                          | 2                          | -                          | -                          | -                          | -                          | -                          | -                          | -                          | -                          | -                          |                            |                      |
| 1987-1988  | Indians de Springfield      | LAH        | 35                         | 12                         | 15                         | 4                          | 1 898                      | 118                        | 3,73                       | 88                         | 0                          | 10                         | -                          | -                          | -                          | -                          | -                          | -                          | -                          | -                          | -                          |                            |                      |
| 1988-1989  | Americans de Rochester      | LAH        | 19                         | 12                         | 4                          | 1                          | 1 075                      | 60                         | 3,35                       | 88,3                       | 2                          | 0                          | -                          | -                          | -                          | -                          | -                          | -                          | -                          | -                          | -                          |                            |                      |
| 1989-1990  | Americans de Rochester      | LAH        | 19                         | 7                          | 6                          | 4                          | 1 076                      | 69                         | 3,85                       | 86,5                       | 0                          | 0                          | -                          | -                          | -                          | -                          | -                          | -                          | -                          | -                          | -                          |                            |                      |
| 1990-1991  | Hawks de Moncton            | LAH        | 1                          | 0                          | 1                          | 0                          | 60                         | 5                          | 5                          | 87,5                       | 0                          | 0                          | 1                          | 0                          | 0                          | 1                          | 1                          | 60                         |                            | 0                          | 0                          |                            |                      |
| Totaux LNH | Totaux LNH                  | Totaux LNH | 11                         | 3                          | 7                          | 0                          | 580                        | 61                         | 6,31                       | 83,1                       | 0                          | 0                          | -                          | -                          | -                          | -                          | -                          | -                          | -                          | -                          | -                          |                            |                      |